# 야노스긴코아르마딜로
야노스긴코아르마딜로(Dasypus sabanicola)는 아홉띠아르마딜로과에 속하는 아르마딜로의 일종이다. 콜롬비아와 베네수엘라의 고유종이다. 근연종은 일곱띠아르마딜로와 큰긴코아르마딜로이다. 아주 짧은 털을 갖고 있으며, 몸무게는 최대 9.5kg에 달하며, 몸길이는 약 60cm에 이른다. 석회암 층 근처의 촘촘한 덤불 속에서 산다. 다른 아르마딜로와 마찬가지로 개미를 먹는다.